# Primula lungchiensis
Primula lungchiensis är en viveväxtart som beskrevs av Fang. Primula lungchiensis ingår i släktet vivor, och familjen viveväxter. Inga underarter finns listade i Catalogue of Life.